# Marc Pfertzel
Marc Pfertzel (ur. 21 maja 1981) – francuski piłkarz występujący na pozycji obrońcy.